# Voločys'k
Voločys'k (in ucraino Волочиськ?, in polacco Wołoczyska, in yiddish וואָלאָטשיסק‎?) è una città  dell'Ucraina (18 295 abitanti) situata nel distretto di Chmel'nyc'kyj, nell'oblast' di Chmel'nyc'kyj. Ospita l'amministrazione della comunità territoriale di Voločys'k, una delle comunità territoriali dell'Ucraina.
Fino al 18 luglio 2020 Voločys'k è stata il centro amministrativo del distretto di Voločys'k, abolito come parte della riforma amministrativa dell'Ucraina, che ha ridotto a tre il numero dei distretti dell'oblast' di Chmel'nyc'kyj. L'area del distretto di Voločys'k è stata fusa nel distretto di Chmel'nyc'kyj.
Si trova sullo Zbruč, che la separa dal villaggio di Pidvoločys'k e, per quasi centocinquant'anni, segnò il confine tra il mondo russo e le nazioni dell'Europa centrale.

## Geografia
Voločys'k sorge sulla riva sinistra del fiume Zbruč, a 66 km ad ovest di Chmel'nyc'kyj. 

## Storia
Fu menzionata per la prima volta in un documento del 9 luglio 1463. Il villaggio apparteneva alla famiglia Zbaraski. Dopo la morte di Jerzy Zbaraski nel 1631, il villaggio passò nelle mani dei Wiśniowiecki e nel 1695 della famiglia Potocki.
Nel 1793, in seguito alla seconda spartizione della Polonia fu annessa all'Impero russo. Dal momento che il nuovo confine austro-russo venne fissato sul fiume Zbruč, Voločys'k divenne un'importante cittadina di frontiera.
Nel 1870 fu raggiunta dalla ferrovia Kiev-Leopoli diventando una stazione internazionale.
Il trattato di Riga del 1921 fissò il confine polacco-sovietico sempre sullo Zbruč, facendo così di Voločys'k il punto più occidentale dell'Unione Sovietica.